# 保罗·埃伦费斯特
保罗·埃伦费斯特（德語：Paul Ehrenfest，1880年1月18日—1933年9月25日），奥地利数学家、物理学家，1922年取得荷兰国籍。他的主要贡献是在统计力学的领域及对其与量子力学的关系的研究上，包括相變理論及埃倫費斯特定理。

## 儿童及青年时代
保罗埃伦费斯特在维也纳出生和长大，生长于一个源于摩拉维亚中一个小村庄的犹太家庭。他的父母，Sigmund Ehrenfest和Johanna Jellinek，拥有一间生意兴隆的杂货店。虽然埃伦费斯特不是非常虔诚(religious)，他仍然参加了希伯来语和犹太人历史的课程。之后他总是强调自己的犹太根源(roots)。虽然埃伦费斯特在初等学校的成绩很好，他在奥格斯堡中学的成绩并不理想。他最好的科目是數學。在他转学到了法兰兹约瑟夫中学后情况有所改观，1899年他通过了学终测试。
保羅艾倫費斯特的父親，西格蒙德艾倫費斯特，來自一個貧窮的猶太家庭。在他與約翰娜耶利內克結婚之後，他在摩拉維亞一個猶太村的紡織廠工作。婚後，他們搬到了維也納，他們成立了一個雜貨業務，表現相當好。他們有五個孩子，保羅是最年幼的，有四個哥哥亞瑟，埃米爾，雨果，以及奧多。約翰娜艾倫費斯特長時間在他們的商店工作，而保羅與一個照顧他的褓姆待在家。
以一個孩子而言，保羅的健康狀況很差。他體弱多病，有頭暈，並經常流鼻血。 他與其他孩子在附近遭遇了反猶太人的言論，但他的兄弟非常支持他，並在他童年時發揮了極大的作用。他的大哥二十二歲時，保羅五歲，並對教育產生了興趣。 他們給了保羅他最喜歡的拼圖。
保羅在他六歲那年已能讀，寫和計算。這些東西主要是由他自學而來，他的母親也幫了一點忙，而他的哥哥們也鼓勵、支持著他。1886年，他開始上小學，於1888年轉到別的學校。他哥哥在課餘之時，引領他進入科學及數學的殿堂。他們的態度是決定他將來成就的因素之一。
他在1890年完成他的小學學業，他學校的報告顯示，他每個科目的學科成績都是最高分，但他的生活已漸漸地不再充滿歡笑。他的母親於1890年死於乳腺癌。保羅父親的身體狀況也不盡理想，他患有胃潰瘍。不久後，保羅的父親再婚了，他的第二任妻子約瑟芬耶利內克是他第一任妻子的妹妹。 約瑟芬的年齡與保羅的大哥相去不遠。
1890年保羅開始了他的中學教育，但家庭因素使他在學校的表現不如以往般地出色。

## 教育
埃伦费斯特在维也纳科技大学主修化学，不过同时他也在维也纳大学上课，特别是跟随玻尔兹曼学习他的热力学中的分子运动论。这些课程产生了深远的影响：他们激发了埃伦费斯特对理论物理的兴趣，勾画了他未来几年的研究领域，以及提供了启发式教学(inspired teaching)的范例。当时在德语世界的习惯是在多于一间大学学习，1901年，埃伦费斯特转学到了哥廷根——直到1933年仍是数学和理论物理研究的重要中心。在那里他遇到了他未来的妻子，一个出生在乌克兰但在俄罗斯接受教育的年轻数学家。1903年的春天，在前往莱顿的一次短途旅行上他认识了荷兰著名物理学家洛伦兹。同时，他准备了一篇关于经典力学题为《Die Bewegung starrer Körper in Flüssigkeiten und die Mechanik von Hertz》(英文：The motion of rigid bodies in fluids and the mechanics of Hertz)的论文。在他在1904年6月23日在维也纳获得了哲学博士学位。1904年至1905年他逗留在维也纳。1904年9月21日与俄国数学家Tatyana Alexeyevna Afanasyeva结婚，婚后育有两个女儿和两个儿子。Tatyana(1905–1984)也成為了一個數學家。Galinka(1910–1979)成為兒童圖書的作家和插畫家。Paul Jr.(1915–1939)與Vassily(1918–1933)也成為了物理學家。

## 学院辗转
埃伦费斯特一家于1906年9月返回哥廷根。他们没能再看见波茲曼：9月6日他在意大利第里雅斯特（Trieste）附近的杜伊诺（Duino）自杀了。埃伦费斯特广发讣告，叙述玻尔兹曼的造诣。
克莱因，哥廷根数学界泰斗以及《数学科学百科全书》（德語：Enzyklopädie der mathematischen Wissenschaften）的总编辑，原希望玻尔兹曼纂写一个统计力学的回顾，现在他要求埃伦费斯特接下这个任务。埃伦费斯特还有他的妻子用了好几年才完成；这篇文章直到1911年才发表。这是一个波尔兹曼工作及其学派的回顾，还展示这学派的所有风格：对基本假设的敏锐逻辑分析，对未解决问题的清晰刻画，以及用精選清晰的例子对普遍原理的解释。
1907年埃伦费斯特夫妇搬迁至圣彼得堡。埃伦费斯特结识了一些好友，特别是约飞，但在科学上有些被孤立。此外，作为一个犹太裔的奥地利公民，他无望获得一个永久职位。1912年初，埃伦费斯特游历數间德语大学，希望能获得一个职位。他去柏林遇到了普朗克，在莱比锡他遇见了他的老朋友赫格洛兹，在慕尼黑他遇到了索末菲，然后是苏黎世、维也纳。在布拉格的时候他初次遇见了爱因斯坦，那时起他们成为了密友。爱因斯坦建议埃伦费斯特接下他在布拉格大学的職位，不过那并未成功因为费斯特是無神論者。索末菲给了他一个在慕尼黑的职位，不过埃伦费斯特有了一个更好的機會；当时事情出现了意外的变化：勞侖茲辞去了他在莱顿大学的教授职位，在他的建議下埃伦费斯特被委任成继任者。

## 莱顿大学的教授
1912年8月埃伦费斯特抵达莱顿，在１２月4日他發表了就职演说《Zur Krise der Lichtaether-Hypothese》 (英语：About the crises of the light-ether hypothesis) 他在莱顿度过了他余下生涯。
埃伦费斯特使莱顿不变的地区物理文化出现了了重大变革。为了鼓励物理学生间的互动和交流，像他在哥廷根遇到的那样，他组织了一个讨论组和一个互助会(fraternity)。他和当时几乎与国内外所有顶尖物理学家保持密切联系，他还邀请了他们当中许多人访问莱顿，并对他组织的著名研讨会系列做了介绍。埃伦费斯特是一个出色的讨论者，他能很快地指出弱点和概括本质。他邀请了许多有前途的外国年轻科学家去莱顿讲授，同时他鼓励他的学生留学海外。这样，他创造了一间国际理论物理学校，他的几乎所有学生以后都继续了对他们各自的科学事业的追求。

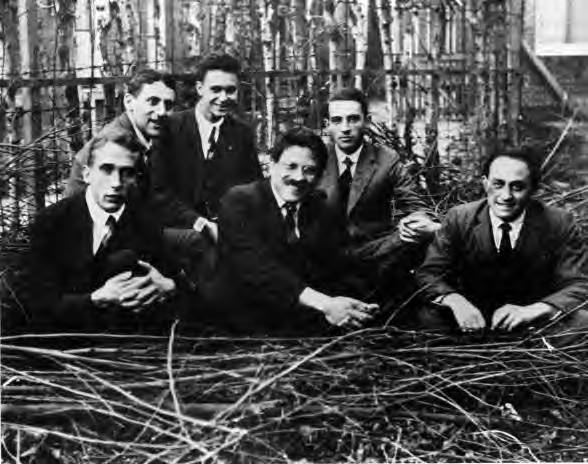
埃伦费斯特和他的学生，1924年，莱顿. 左起： 第开, 古兹密特, 汀柏根, 埃伦费斯特, 克罗尼格, 和费米。

埃伦费斯特在清晰的教学方面有很高的声誉。在他的演讲中她把焦点放在一些简单的模型以及用于阐明潜在的假设的例子，同时尝试避免数学上的繁琐。他的班级不大，因此学生能和他有良好的互动。他总是努力认识每一个利用他的理论物理学会阅览室的学生。尽管这些学生中有的已被公认为是理论物理研究中举足轻重的人，他仍然几乎每天与他们展开长时间的讨论。爱因斯坦曾说过：“他不仅仅是我所知道最好的教授，他还热情地专注于人——特别是他的学生的发展和命运。理解他人，获得友谊与信任，帮助任何卷入内部或外部斗争的人，鼓励青年才俊——这些都是他真实的品质，几乎与他对科学问题的执著一样多。如果埃伦费斯特觉得他还有什么可以教给学生，他会送他们去欧洲的其他科学中心接受训练。他还鼓励学生去外国就职。

## 研究
埃伦费斯特的大多数科学论文都和基础科學研究有关，而且只阐明个别论点。他的出版物因解决悖论并提出更清晰的描述而闻名。他通向科学的道路被最好地描述在1928年夏他写给奥本海默的信中（此前奥本海默曾自愿在莱顿逗留过一段时间）：“如果你准备在下来的一年你在欧洲再次装配一门数学的大炮，我会让你别来莱顿，如果可能的话甚至别来荷兰，只因为我是那么欣赏你而希望你能保持你的风格。不过，相反地，如果你想要花最少的耐心、舒适与愉快的对相同的几点的重复讨论、和我及这里的年轻人一起谈论一些基本问题以及抛开出版的烦恼的话，我竭诚等待你的到来！！”从他个人的角度(Characteristically)，他不喜欢海森堡和狄拉克的抽象的新量子理论。
在1912年至1933年这段时期中埃伦费斯特的最重要的貢獻是绝热不变量理論。这是一个经典力学中的概念，一方面可以用作精炼某些临时(provisional)原子力学的方法，另一方面联系了原子力学和统计力学——即使埃伦费斯特并不接受玻尔的想法。他在量子物理学包括相变理论和埃伦费斯特理论做出了杰出贡献。以他名字命名的关于相对性的一个明显悖论至今仍被讨论。以他名字命名的还有埃伦费斯特时间，一种量子动力学和经典动力学在其中表现差异的时间。
埃伦费斯特还对发展经济学中的数学理论有兴趣。这种兴趣来源于他相信热力学和经济过程之间存在类比关系。虽然这并没有产生任何出版物，他却鼓励了他的学生扬·廷贝亨继续研究下去。延伯根的论文被同时提交到然后物理和经济学，他再接再厉成为了一个经济学家，并于1969年第一次获得了诺贝尔经济学奖。

## 在莱顿的爱因斯坦和玻尔

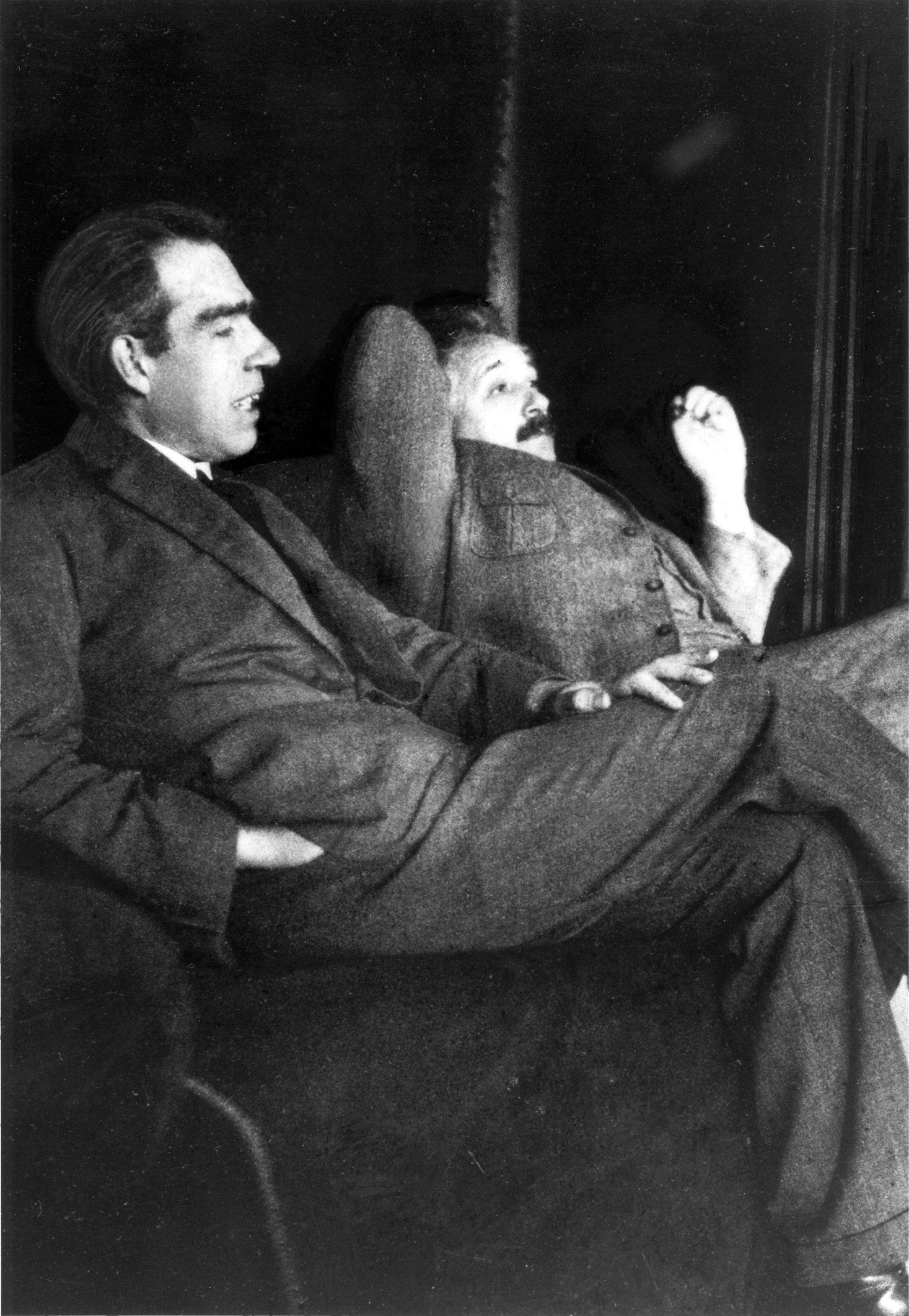
玻尔和爱因斯坦在埃伦费斯特的家中辩论量子理论 （1925年12月11日）

埃伦费斯特和爱因斯坦和玻尔特别亲密。玻尔在1919年第一次访问莱顿后，关于克莱默的论文答辩给埃伦费斯特的信中，他这样写道：
“我坐在这里，想着你告诉我的一切，我感觉无论怎样思考都会想到许多从你那学到的对我很重要的事情；同时，我急切地向表达我对你的友谊的喜悦和对你展现给我的自信和同情心的感激，我找不到适合的词去形容它。”
爱因斯坦在1920年接受了埃伦费斯特的邀请成为了莱顿大学的特职教授。这个安排允许爱因斯坦每年访问莱顿几个星期。这段时间爱因斯坦会在埃伦费斯特的家中度过。1923年爱因斯坦在那停留了６个星期，因为德国极端民族主义者对其发出了死亡威胁。在纪念洛伦兹博士头衔（1925年9月）之际，埃伦费斯特邀请了玻尔和爱因斯坦去莱顿，希望调解他们在新興量子理论上的分歧。这些讨论持续到了1927年的索尔维会议，会议上的偉大辩论中，埃伦费斯特十分沮丧地站在了玻尔的一方。

## 晚年
从他1931年5月和密友的通信中可以看出，埃伦费斯特当时有严重的抑郁症。到了1932年8月，忧心忡忡的爱因斯坦写了一封信给莱顿大学的董事会，表达了深切的关心以及提出了一些令埃伦费斯特减少工作量的方案。1933年9月25日，阿姆斯特丹，埃伦费斯特在与抑郁症的斗争中失败。他在安排好他的其他子女后，射杀了他有唐氏綜合症的小儿子Wassik，接着自杀了。